# Thorvald Astrup
Thorvald Astrup (Oslo, 18 de mayo de 1876 - 12 de agosto de 1940) fue un arquitecto noruego, conocido especialmente por su arquitectura industrial.
Nació en Kristiania (actual Oslo), Noruega. Era hijo del capitán de ciudad Harald Astrup y Johanne Emilie Smith. Era hermano del explorador ártico Eivind Astrup (1871–1895), del comerciante Sigurd Astrup (1873–1949) y del arquitecto Henning Astrup (1864–1896).
Su hermana Hanna (1869–1933) estaba casada con el político Peter Andreas Morell.
Se formó en la Escuela Técnica de Kristiania en 1891-92 y en la Escuela de Bellas Artes de Kristiania al año siguiente. También estudió en la Technische Hochschule Charlottenburg de 1896 a 1897. En 1899 comenzó a trabajar como arquitecto con Henrik Nissen y Henrik Bull. En 1901 abrió su propio estudio en Kristiania. A partir de 1934, trabajó junto a su hijo, el arquitecto Henning Thorvaldsson Astrup (1904-1983), bajo el nombre de empresa Thorvald y Henning Astrup.
Astrup se especializó en construcciones industriales, especialmente en producción y transmisión de energía, fábricas y presas; muchas de sus instalaciones monumentales fueron construidas en estilo neoclásico o funcionalista. Entre ellas se encuentran la Central Eléctrica de Såheim en Rjukan (1916), la Central Hidroeléctrica de Tyssedal (1906), mientras que el edificio de administración de Norsk Hydro en Rjukan está construido en estilo jugendstil. Sus edificios neoclásicos incluyen el cine Soria Moria en Oslo (1928). Astrup también diseñó todas las estaciones de tren en la Línea Tinnoset y la Línea Rjukan.

## Galería

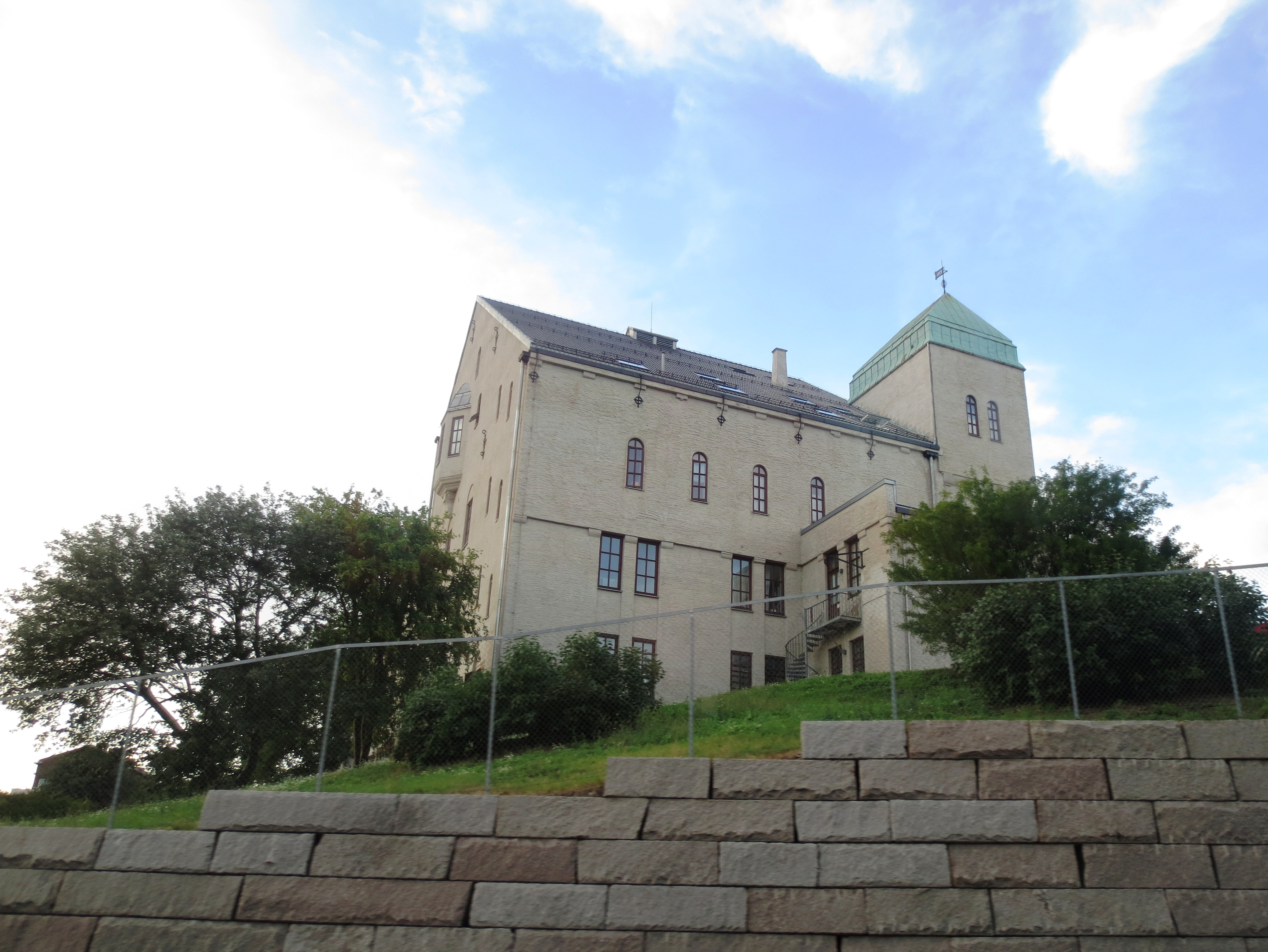
Estación de tranvía en Tøyen, Oslo
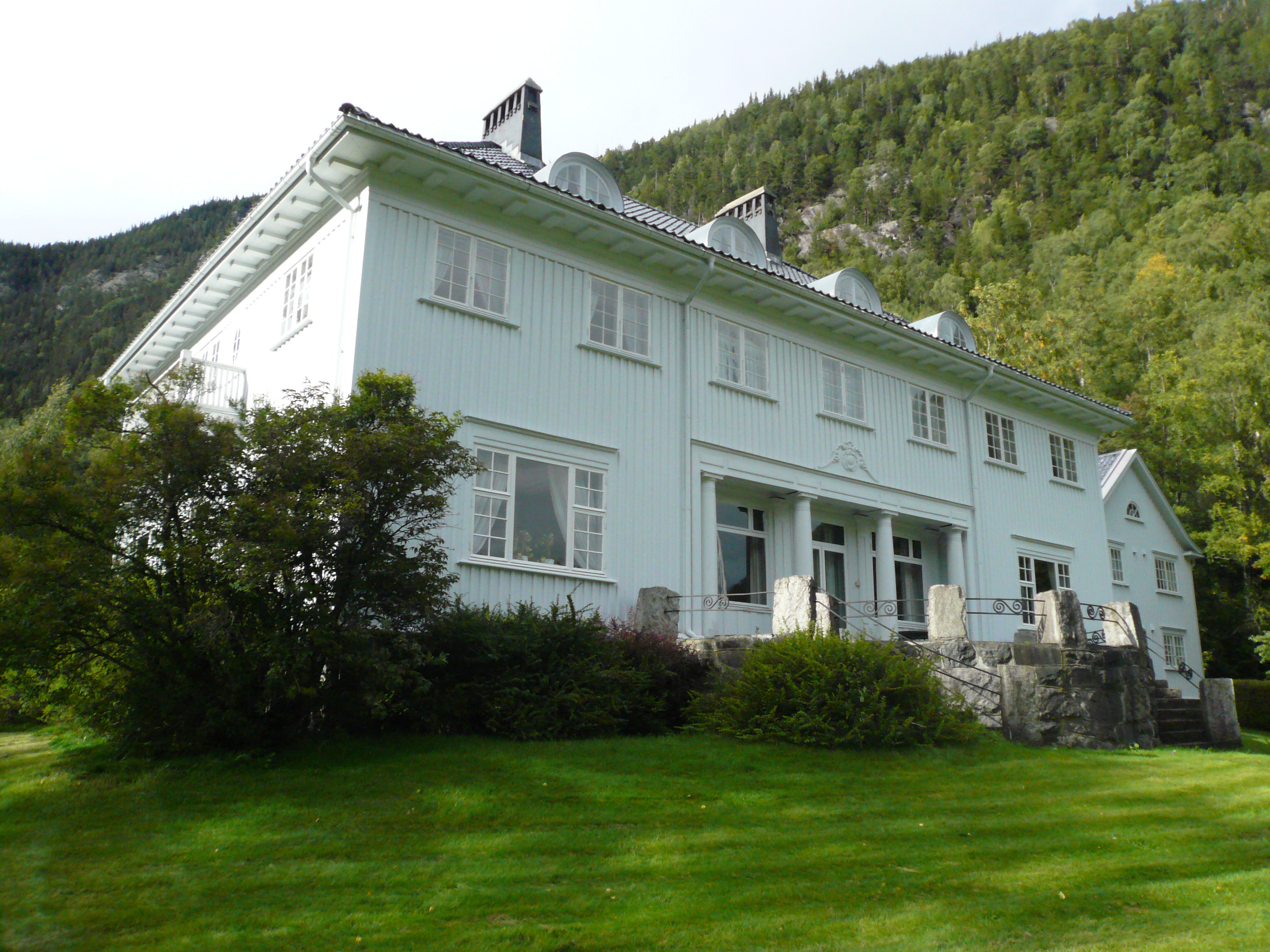
Edificio principal de Norsk Hydro en Rjukan
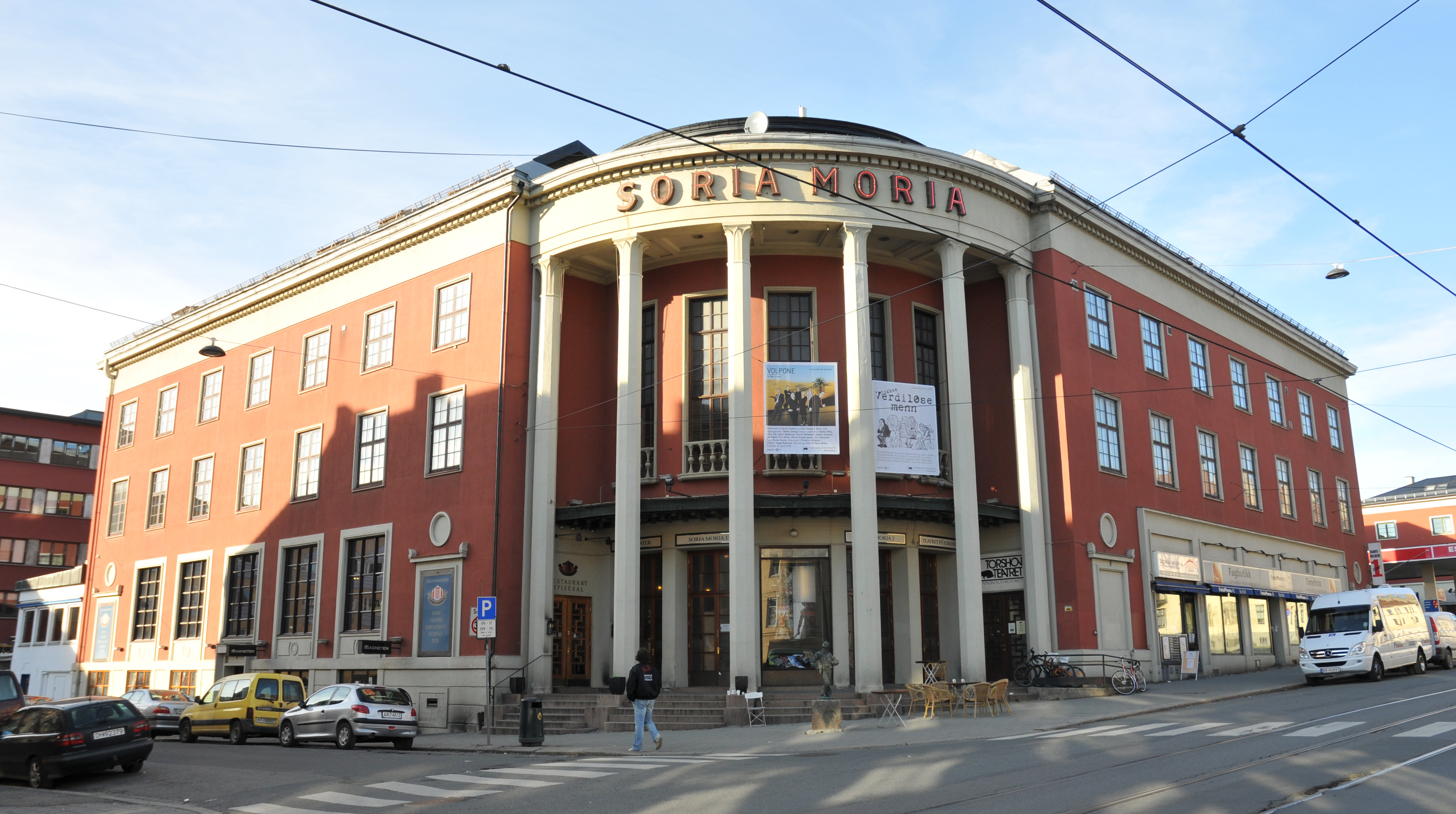
Soria Moria en Voftsgate, Oslo
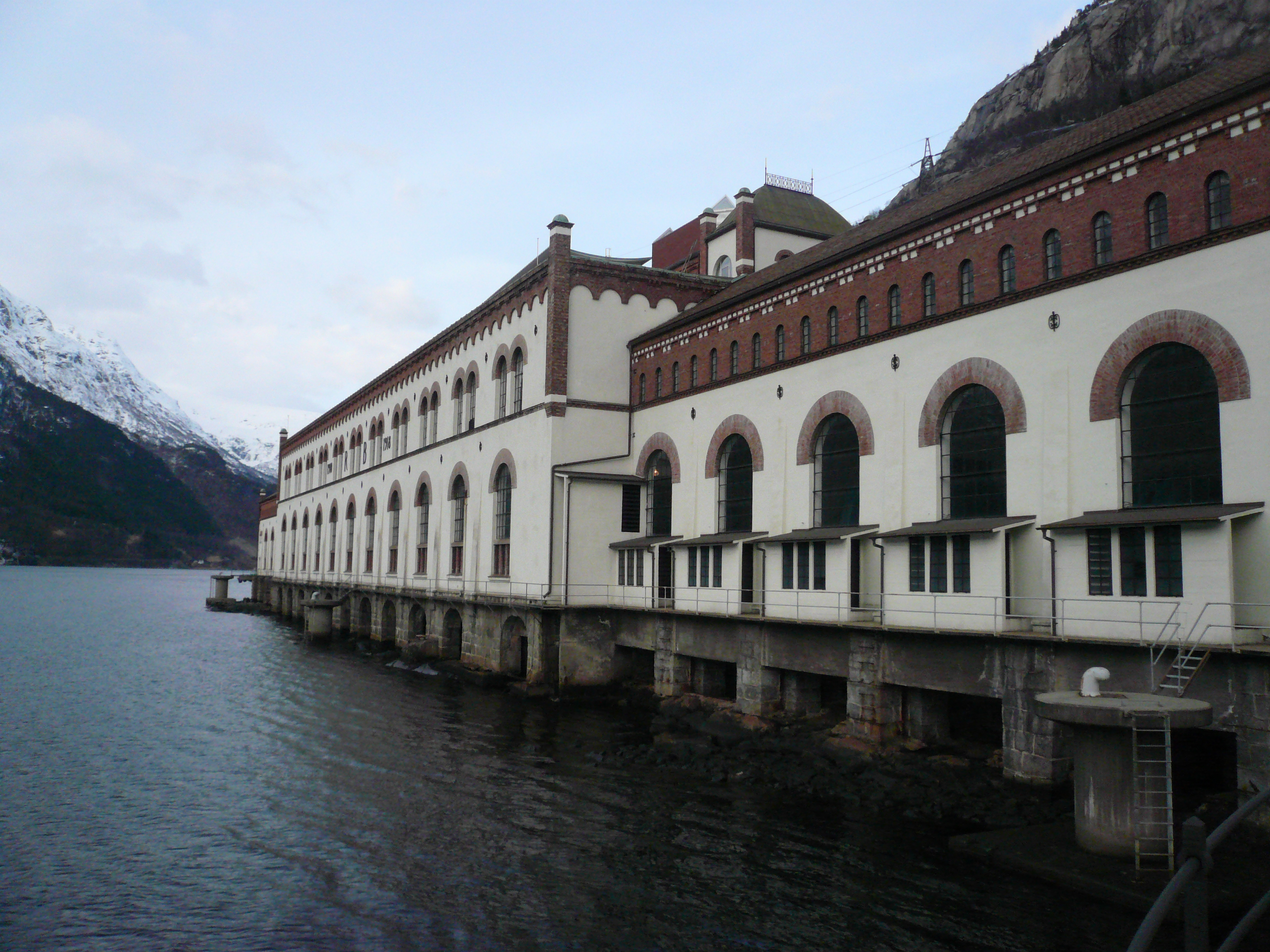
Planta hidroeléctrica de Tyssedal en Odda
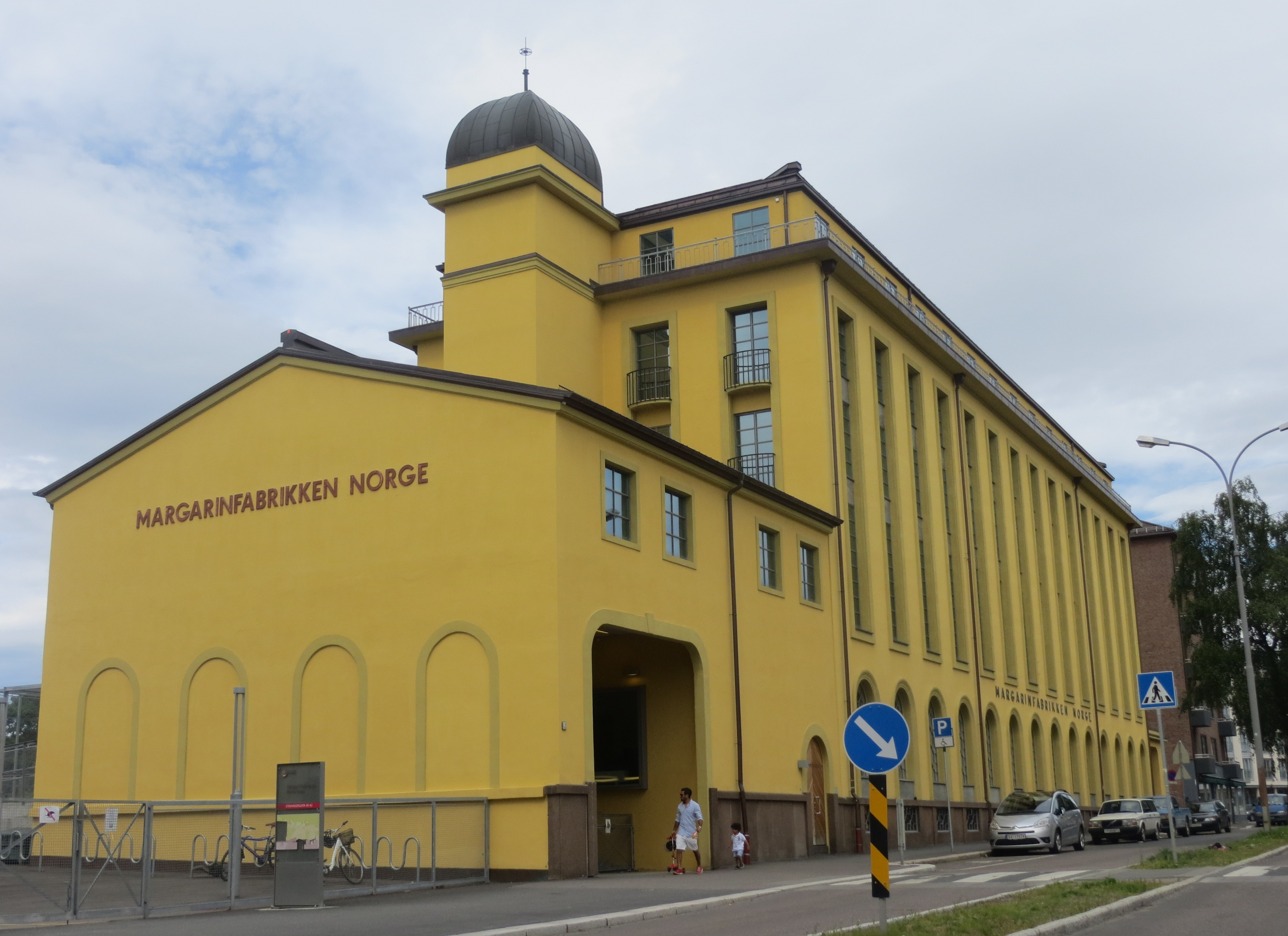
Margarinfabrikken en Oslo